# Turesis basta
Turesis basta är en fjärilsart som beskrevs av Evans 1955. Turesis basta ingår i släktet Turesis och familjen tjockhuvuden. Inga underarter finns listade i Catalogue of Life.